# Dubuc (Dominica)
Dubuc ist ein Ort im Süden von Dominica. Die Gemeinde hatte im Jahr 2011 zusammen mit ihrer Nachbarsortschaft Stowe 150 Einwohner. Dubuc liegt im Parish Saint Patrick.

## Geographische Lage
Dubuc liegt westlich von Bagatelle und östlich von Berekua.